# 捷顺科技
深圳市捷顺科技实业股份有限公司（简称捷顺科技，深交所：002609）是深圳一家上市公司，其主营停车场管理系统。该公司成立于1992年，起初以停车场道闸、电动折叠门为主，后随互联网大潮拓展业务至移动支付领域

。